# Herbert Adams
Samuel Herbert Adams (West Concord, Vermont, 28 de janeiro de 1858 — Nova Iorque, 21 de maio de 1945) foi um escultor americano.

## Biografia
Herbert Adams nasceu em West Concord, Vermont. Em 1877, aos dezoito anos de idade, matriculou-se no Massachusetts College of Art and Design e, de 1885 a 1890, foi aluno de Antonin Mercié em Paris.
De 1890 a 1898, Adams foi instrutor na escola de arte do Pratt Institute, Brooklyn, Nova Iorque. Em 1906 foi eleito vice-presidente da Academia Nacional de Desenho, Nova Iorque. Experimentou com sucesso bustos policromados e mármores matizados, notadamente na "Filha do Rabino" (The Rabbi's Daughter) (1894), e um retrato da atriz Julia Marlowe (1898). Seus melhores trabalhos estão relacionados a bustos de mulheres. Um bom exemplo disto é o estudo, concluído em 1887, da Senhora Adeline Pond, com quem mais tarde se casou.
Adams morreu em Nova Iorque, em 1945.
Os trabalhos de Adams podem ser vistos em vários museus americanos, incluindo a Galeria Nacional de Arte, em Washington, D.C.

## Trabalhos selecionados
- 1888 - Boys and Turtles Fountain, Fitchburg, MA.[1]
- 1894 - The Rabbi's Daughter, coleção particular.[2]
- 1896-98 - Duas portas de bronze: Truth, Research, Biblioteca do Congresso, Washington, DC. Iniciadas por Olin Levi Warner em 1895.
- 1897 - Busto do Professor Joseph Henry, Biblioteca do Congresso, Washington, DC.[3]
- 1898 - Busto de Julia Marlowe como Julieta, Museu da Cidade de Nova Iorque, Nova Iorque.[4]
- 1898 - Memorial Tablets, Massachusetts State House, Boston, MA.
- 1898-1905 - Portas de bronze do Vanderbilt Memorial, Igreja de São Bartolomeu, Nova Iorque.[5]
- 1899-1901 - Richard Smith (type-founder), Smith Memorial Arch, Philadelphia, PA.[6]
- 1900 - Jonathan Edwards Memorial, First Congregational Church, Northampton, MA.
- 1902 - William Ellery Channing, Jardim Público, Boston, MA.
- 1902-05 - Matthias William Baldwin, City Hall, Philadelphia, PA.
- 1919-23 - James Scott, Belle Isle Park, Detroit, MI, Cass Gilbert, arquiteto.
- 1926-28 - Memorial da Guerra Mundial, Fitchburg, MA.[7]
- 1928 - Girl with Water Lilies, Galeria Nacional de Arte, Washington, DC.

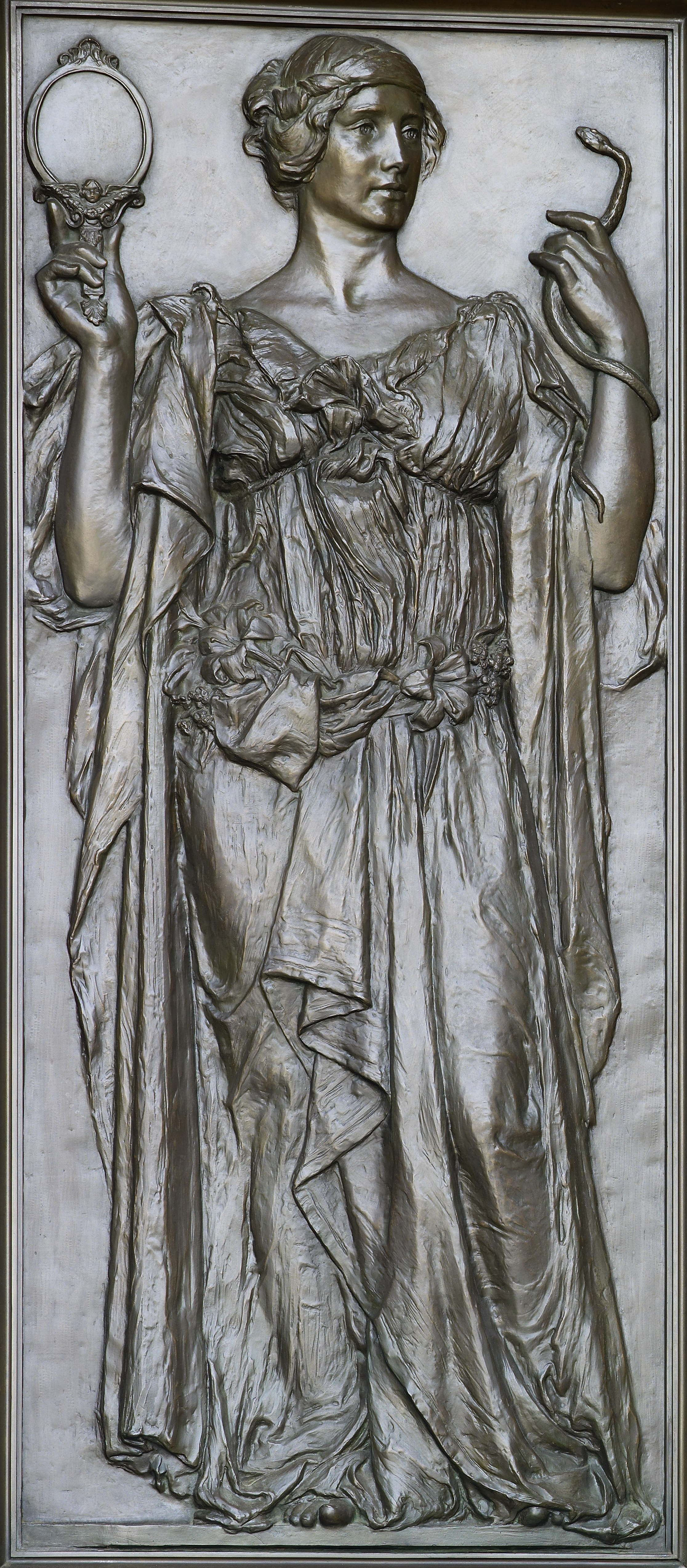
Porta de bronze, Truth (1896-98), Biblioteca do Congresso, Washington, DC.
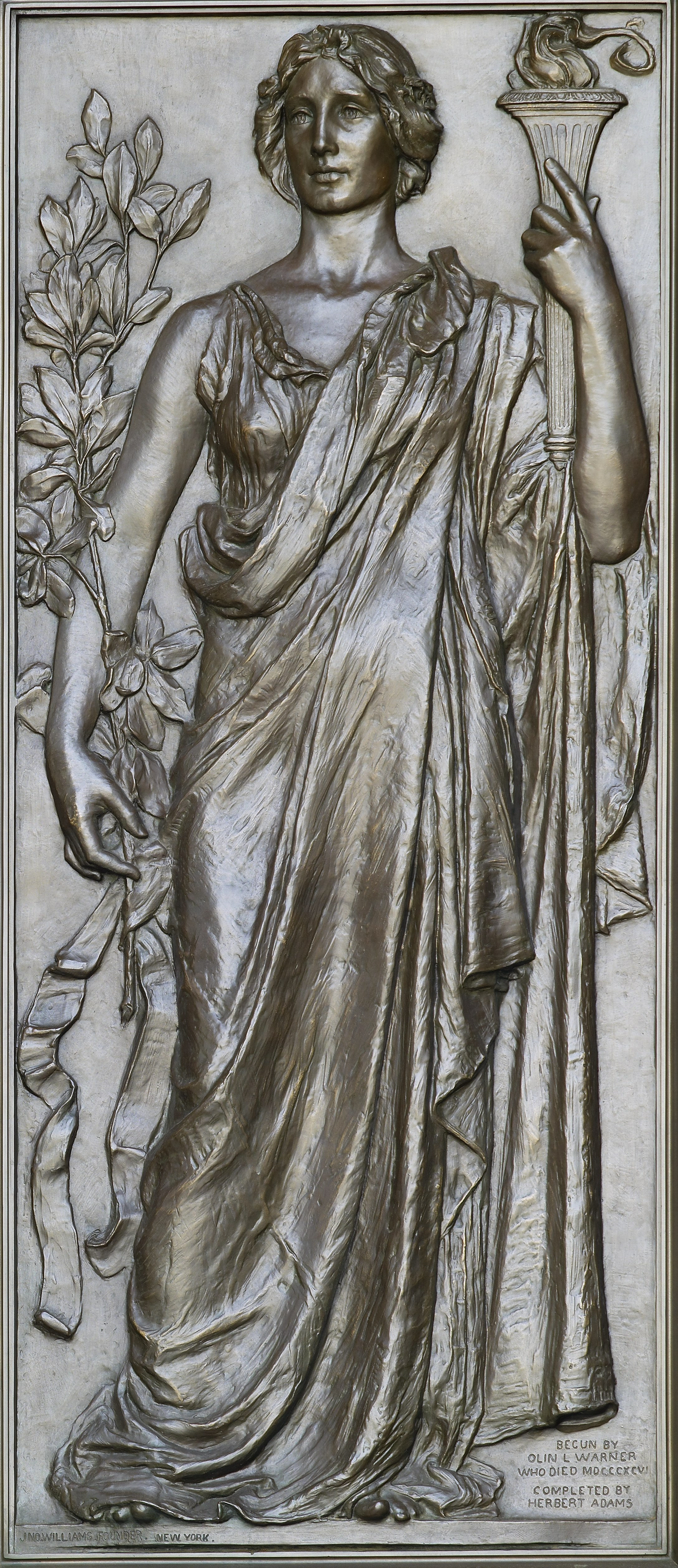
Porta de bronze, Research (1896-98), Biblioteca do Congresso, Washington, DC.
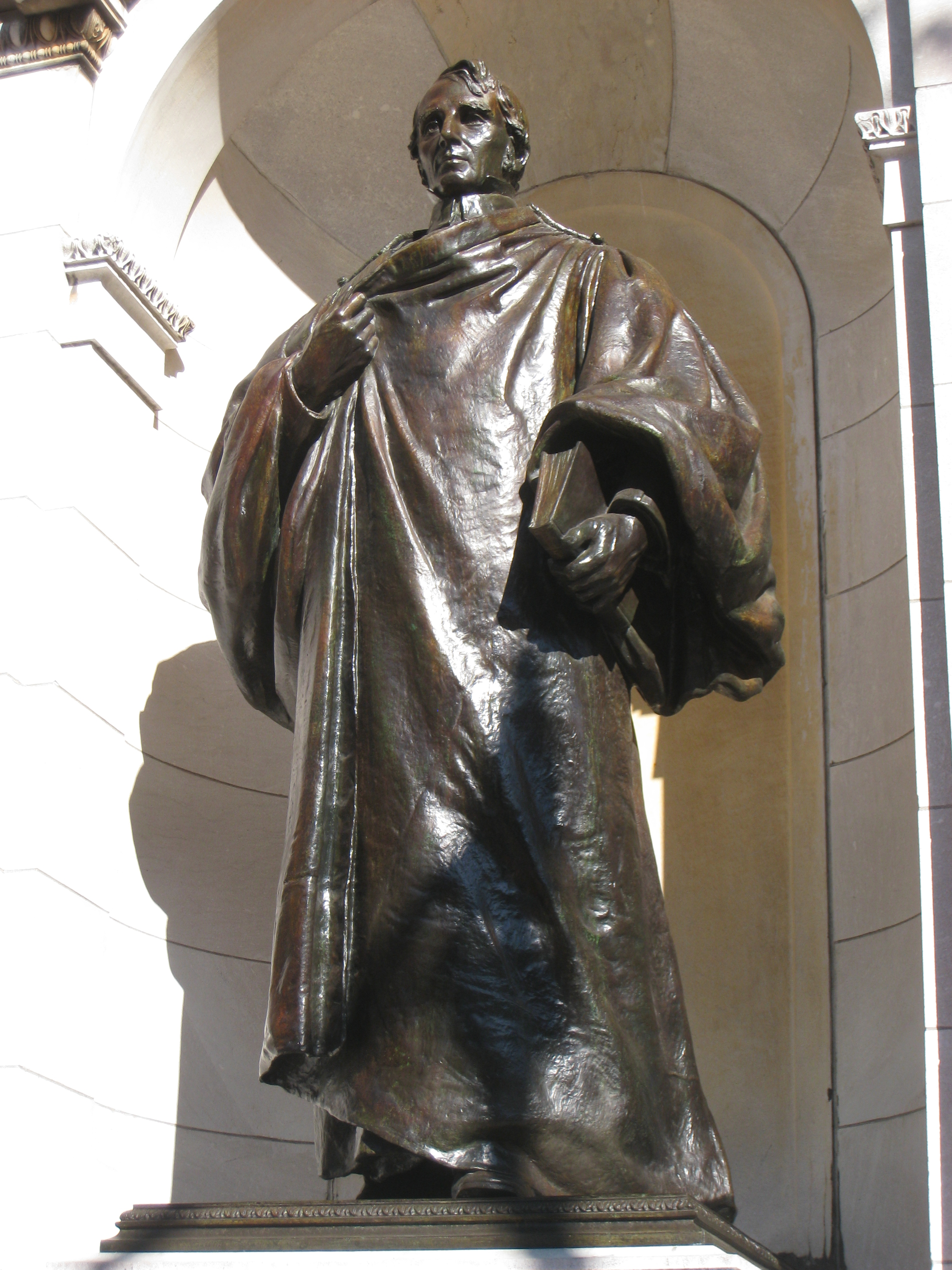
William Ellery Channing (1902), Jardim Público, Boston.
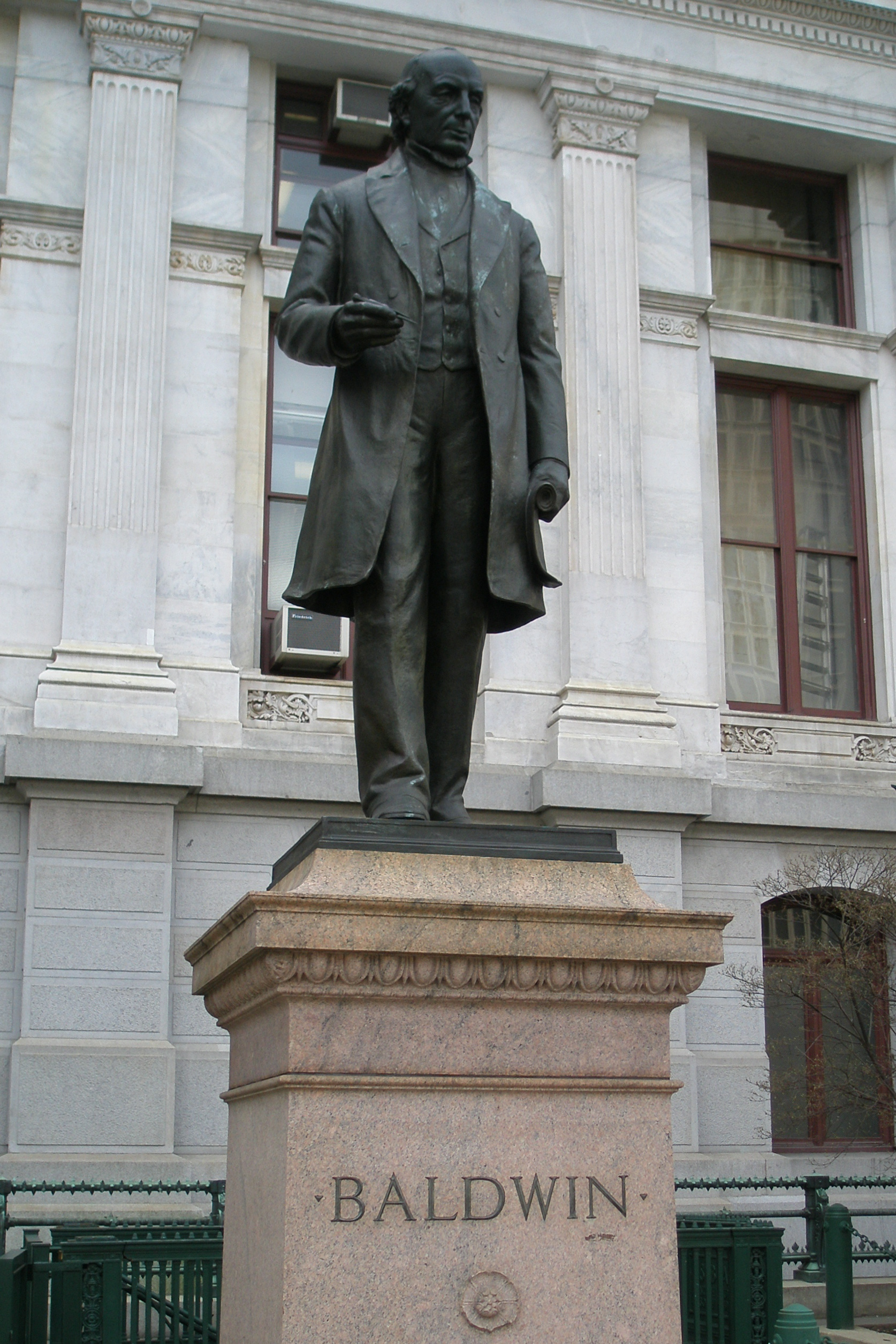
Matthias William Baldwin (1902-05), City Hall, Philadelphia, PA.